# Adema
Adema é uma banda americana de nu metal formada em Bakersfield, Califórnia, no ano de 2000.
A banda é normalmente rotulada como uma banda de nu metal, apesar disso, o vocalista Mark Chavez afirma que Adema é uma banda de hard rock/rock alternativo. A banda lançou 4 álbuns e 1 EP, o seu álbum de estreia, "Adema", em 2001, foi o álbum com maior sucesso, vendendo mais de 1 milhão de cópias em todo o mundo, tendo como singles "Giving In", "The Way You Like It" e "Freaking Out".
Formada em 2000 como um quinteto em Bakersfield, Califórnia, Adema foi uma das muitas bandas do movimento do nu metal. Composta pelo vocalista Mark Chavez (meio-irmão de Jonathan Davis, vocalista do Korn), os guitarristas Tim Fluckey e Mike Ransom, o baixista Dave DeRoo e o baterista Kris Kohls. Após seus dois primeiros álbuns, Adema e Unstable, Mike Ransom deixou a banda em 2003, seguido por Chávez no final de 2004 devido a conflitos entre os dois e outros membros da banda. Luke Caraccioli entra no lugar de Chávez no início de 2005, deixando sua voz em Planets, mas deixou a banda alguns meses depois, no final de 2005. Em 2006, a Adema anunciou  uma busca por um vocalista novo, até contratar Bobby Reeves e o guitarrista Ed Farris, ambos da banda Level. A nova formação não durou muito e  foi lançado apenas um álbum, Kill the Headlights. Em 13 de agosto de 2009, Bobby Reeves e Faris Ed concordaram em deixar a banda, visto que Mark e Mike haviam finalmente retornado.

## História

### Começo: 'Adema'eInsomniac's Dream
Homônimo a banda, Adema foi lançado em agosto de 2001, considerado um sucesso de vendas, vendendo mais de 1 milhão de cópias. Seus três grandes singles, "Giving In" e "The Way You Like It" ganharam lugar nas rádios americanas, tocando por muito tempo. Todas as letras foram escritas por Chávez, e o álbum produzido por Bill Appleberry (7 House) e Tobi Miller (guitarrista da banda Wallflowers). Foi certificado como Disco de Ouro, dando à banda um lugar no palco principal durante o Ozzfest Tour.
Em 2002, a banda lançou o EP Insomniac's Dream, como um "presente para os fãs". "Immortal", single do EP foi escrita para o jogo Mortal Kombat: Deadly Alliance. Além do single, o álbum EP incluiu uma pista de versões internacionais do Adema, um cover da banda Alice in Chain, '"Nutshell", e outros quatro remix de músicas do álbum Adema. 2002, novamente a banda contribuiu para os jogos de video-game cedendo Everyone para o jogo Resident Evil.

### Unstablee a departura de Mark e Mike.
O segundo da banda, Unstable, foi lançado pela Arista, em agosto de 2003. Produzido por Howard Benson, cujos créditos também incluem a produção de álbuns com P.O.D., Hoobastank e Cold.
A banda vigorosamente combatendo o rótulo de "Nu Metal", preferindo serem classificados como Rock Alternativo.[6] Apesar de Unstable  não ser uma quebra de sigilo, Chávez comparou-o como um dos álbuns do Nirvana, mas o baixista DeRoo esperava uma voz mais forte de Mark (O resultado das Aulas de Canto). "Nós não subiremos no palco como uma banda de Nu Metal", disse o baterista Kohls. "Estamos cansados dessa frase. ROCK - é uma palavra tão ampla que não tem como categorizá-la."
Enquanto girou para fora, o álbum foi nomeado Unstable (Em português "Instável") por uma razão: Chávez e o guitarrista Ransom criaram uma rivalidade que terminou quando Ransom deixou a banda, e mais tarde deixando a banda também, foi a vez de Chávez. Os demais integrantes da banda disseram que foi por "problemas pessoais", que realizou um retorno musical da banda.
Em 2003, quando a banda lançou e tocou Unstable in turnê, Chávez e Ransom não costumavam falar uns com os outros. A banda afirmou que a divisão não fora uma grande surpresa. Ransom largou Adema em setembro, enquanto os restantes quatro membros terminaravam seu turnê.
Em meio a esse conflito, Unstable vendeu 66% a menos do que seu álbum de estreia. Em dezembro, a banda rompeu com a gravadora Arista, justamente por causa do assunto do rompimento entre Mark e Mike. após deixar a gravadora, a banda encontrou contrato com  a La Reid Records.
A banda continuou a escrever músicas, mas em fevereiro de 2004 Mark começou a perder o interesse, e acabou deixando a banda em setembro.
No que respeita à separação com Adema, a banda culpou Chávez pelo seu desinteresse pela Adema. No entanto, Chávez reconheceu alguns  problemas pessoais e afirmou que "É preciso dois para dançar o tango", e que sua discussão com o baterista Kohls sobre a direção da banda o levaram a largar a Adema. Chávez formou uma nova banda, denominada Midnight Panic, junto de seu primo Cesareo Garasa  e outros colegas, lançando o auto-intitulado EP, Midnight Panic.

### Luke Caraccioli e Planets
Os restantes três membros do Adema, agora de cabeças erguidas se preocuparam em escrever novas músicas e um teste para um novo vocalista. Kohls, após ouvir uma demo de Yesterday Rewind, outra banda Bakersfield, ele ficou impressionado com a voz do vocalista,  Luke Caraccioli. Adema pediu a Caraccioli que se juntasse a banda para preencher o lugar de vocalista, vazio pela saída de Mark. Aceitando alguns meses depois, em janeiro de 2005 Luke se juntou ao Adema.
Adema assinou contrato com a Earache Records, na Primavera de 2004, quando o seu gerente, Al Dawson, ouviu-os em um show. Agora na nova gravadora, a banda ganhou mais benefícios do que quando tinha sob a direção da Arista.
Em 5 de abril de 2005, a banda lançaria o sucessor de Unstable, superando a mudança após a saída de Mark e Mike. O álbum Planets produzido por Nick Forcillo tiveram dois singles, "Tornado" e "Planets", e este último fora lançado em 6 de maio como música tema do thriller Cry Wolf ("O Jogo da Mentira" no Brasil).
Planets era musicalmente, uma quebra significativa dos seus dois álbuns anteriores, foi intitulado como rock, e não Nu Metal e a banda conseguiu finalmente sair da figura do novo Metal. Kohls, disse que a banda se baseou em influências do rock clássico, e que  provou que eles eram muito mais do que uma banda de Nu Metal. As músicas foram escritas entre os quatro membros, e com Tim na gravação de todas partes da guitarra no CD.
Como um ex-marinho, Caraccioli tocou seu primeiro show com Adema no Golfo Pérsico, em Abril de 2005. Eles se apresentaram para as tropas americanas que estavam no Iraque, Afeganistão, Kuwait e os Emirados Árabes para o entretenimento das Forças Armadas Americanas. Em seguida, a banda promoveu o lançamento de uma turnê com Brides of Destruction, uma banda que Kohls tinha se envolvido. Embora orgulhosos da sua mudança de identidade, a banda notou que havia uma mistura de fãs, tanto do "velho" e o "novo" Adema em shows ao vivo.
Em outubro de 2005, Luke Caraccioli deixou a banda, citando algumas razões pessoais. Após a saída de Luke, a banda entrou em contato com Mark e de acordo com os integrantes, ambas as partes estão de volta e em boas condições. A banda estava combinando de Chavez voltar a cantar para o Adema e até começaram a escrever algumas músicas novas juntos, porém acabou não acontecendo por causa da nova banda de Mark.

### Kill The Headlightscom Bobby Reeves e Ed Faris
Em março de 2006, Adema anunciou seu novo vocalista, Bobby Reeves, ex-membro de uma banda denominada Level. E em agosto, a banda recrutou o guitarrista Ed Faris, também ex-membro do Level. Com sua nova formação, a banda assinou com a Immortal Records, em Fevereiro de 2007. Em agosto de 2007, eles lançaram Kill the Headlights, produzido por Marshall Altman (Marc Broussard, Zebrahead). O primeiro single "Cold e Jaded", foi lançado em julho.
No início de 2008, Dave DeRoo anunciou que a banda decidiu se reconstituir, fazer uma pausa, e assumiram aos fãs que não era uma separação. Eles começaram a tocar em shows ao vivo novamente na Califórnia com um plano de reserva.
Julho de 2009, a banda anunciou no MySpace que estaria lançando seu primeiro e ainda sem título DVD. Irá conter exclusivamente clipes da original Adema e toneladas de imagens raras e nunca vistas antes, incluindo vídeos, imagens e ensaios ao vivo, aparições na TV, bem também como o Making Of the Adema e Unstable.

## Retorno Oficial, Turnê 2010 e futuro álbum
Em 13 de agosto de 2009, Mark Chávez postou um blog em sua página no Myspace falando sobre seu retorno esperado pelos fãs. Também com planos para turnês e para a gravação de um novo CD. O seguinte post chegou aos olhos dos fãs:
"Olá a todos. Marky aqui, gostaria de deixar meus fãs, amigos e família sabendo que estou… DE VOLTA! Original e única, a banda se reuniu para conversar sobre os últimos seis anos, estamos animados para reformar a ADEMA ORIGINAL. Primeiramente lançaremos um DVD de shows, bastidores e experiências raras encontradas em nenhum outro lugar, e em seguida, iniciaremos o processo de formação de um novo disco enquanto estamos em turnê. Quero deixar minha banda saber que eu sou grato por Deus nos trazer de volta juntos e gostaria de estender meus agradecimentos a todos que tem acompanhado Adema. Fique atento, 2010 é nosso ano para detonar! Deus abençoe a todos que leem isso. estou verdadeiramente animado com os planos inesperados..... - Marky Chavez"
Mais tarde foi confirmado que ambos membros originais estariam de volta, Mark Chavez e assim também como o ilustre e único Mike Ransom, que renasceram a banda das cinzas. Segundo o Myspace da banda afirmou que Bobby Reeves e Ed Faris havia concordado em deixar a banda e que isso era a coisa certa a fazer para a própria banda e seus fãs. O blog passou a dizer: "Essa com certeza não é a última vez que vocês viram o Bobby e o Ed, e nós adoraríamos agradecer-lhes por seu serviços na linha do dever."
Em 9 de setembro de 2009, Adema postou em sua página oficial do Twitter que o novo álbum estaria à caminho para 2010.[25]
Para a alegria dos fãs em todas partes do planeta, Adema estava realmente de volta. Foi em 14 de Janeiro de 2010 que os membros originais do Adema se reuniram para seu primeiro show, marcando a ferro seu retorno e dando inicio a uma nova era, com seus velhos integrantes e novas músicas. Adema estava finalmente de volta, tocando no Whisky A Go Go, em West Hollywood, Califórnia. A banda tocou em mais um show no dia seguinte no Brick by Brick, em San Diego também na Califórnia.
A lista completa do tour em 2010 nos Estados Unidos também foi postada no Myspace da banda e página no Facebook.
Em meio a hiatos sobre o vocalista, Tim Fluckey assume os vocais.
Adema está agora finalizando um EP para 2012.
Em janeiro de 2013 a banda confirmou o lançamento de seu novo EP ( Toppler the Giants ) para Abril, que contem faixas inéditas e regravações das musicas "Givin in" e "Unstable".

## 2013-17: segundo retorno de Mike Ransom
Em 13 de setembro de 2013, foi anunciado por Dave DeRoo que Mike Ransom havia retornado à banda mais uma vez.

## 2017-presente: terceiro mandato curto de Chávez e substituição por Ryan Shuck
Em 27 de março de 2017, Mark Chávez foi visto ensaiando com os membros originais do Adema, significando seu retorno à banda. Eles se apresentaram com ele no Whisky A Go Go em 24 de maio de 2017, seu primeiro show com a banda em seis anos. A banda confirmou mais tarde que eles estavam trabalhando em um novo álbum. Após seus últimos shows em dezembro daquele ano, nenhuma notícia surgiu até junho de 2019, quando foi anunciado que Chávez havia partido novamente. O frontman do Julien-K, Ryan Shuck, confirmou que lideraria a banda para sua turnê de outono com o Powerman 5000. Em março de 2021, a banda anunciou através de sua página no Facebook que está no estúdio trabalhando em novo material. Várias fotos e vídeos dos membros da banda gravando suas faixas foram mostrados.
Adema lançou seu novo single com o novo vocalista Ryan Shuck intitulado "Ready to Die" em 20 de agosto de 2021.
Em 24 de junho de 2022, Adema lançou seu segundo single com Shuck intitulado "Violent Principles"

## Integrantes

### Membros atuais
- Ryan Shuck - vocal (2019 - atualmente)
- Tim Fluckey - guitarra e backing vocals (2000 - Atualmente) teclado (2000-2006, 2009-Atualmente)  vocal (2011-2017)
- Mike Ransom - guitarra (2000 - 2003, 2009-2010, 2013-Atualmente)
- Dave Deroo - baixo e backing vocals (2000-Atualmente)
- Kris Kohls - bateria (2000 - atualmente)

### Ex-membros
- Mark Chavez - vocal (2000 - 2004, 2009-2011, 2017-2019)
- Bobby Reeves - vocal (2006 - 2009)
- Luke Caraciolli - vocal (2005)
- Ed Faris - guitarra e sintetizadores  (2006 - 2009)
- Christopher DeLeon - guitarra e baixo  (2012-2017)
- Marc DeLeon - guitarra (2011-2013)

## Discografia

### Álbuns
- 2001: Adema
- 2003: Unstable
- 2005: Planets
- 2007: Kill the Headlights

### EPs
- 2002: Insomniac's Dream (EP)
- 2013: Topple the Giants (EP)

### Singles
- 2001: "Giving In" - Adema
- 2002: "The Way You Like It" - Adema
- 2002: "Freaking Out" - Adema
- 2002: "Immortal" - Insomniac's Dream
- 2003: "Unstable" - Unstable
- 2003: "Promises" - Unstable
- 2005: "Tornado" - Planets
- 2005: "Planets" - Planets
- 2005: "Shoot the Arrows" - Planets
- 2007: "Cold and Jaded" - Kill the Headlights